# Emily Maguire
Emily Maguire (Glasgow, Escocia, 17 de diciembre de 1987) es una exjugadora británica de hockey sobre césped.

## Trayectoria
Maguire tuvo su primera participación en los Juegos Olímpicos en la edición de Londres 2012. En el torneo perdió en las semifinales ante Argentina, pero obtuvo la medalla de bronce al derrotar a Nueva Zelanda en el partido por el tercer puesto.